# Stenomesius dimidiatus
Stenomesius dimidiatus är en stekelart som beskrevs av William Harris Ashmead 1904. Stenomesius dimidiatus ingår i släktet Stenomesius och familjen finglanssteklar. Inga underarter finns listade i Catalogue of Life.